# Liste der Bodendenkmäler in Karsbach
Auf dieser Seite sind die Bodendenkmäler in der unterfränkischen Gemeinde Karsbach zusammengestellt. Diese Tabelle ist eine Teilliste der Liste der Bodendenkmäler in Bayern. Grundlage ist die Bayerische Denkmalliste, die auf Basis des Bayerischen Denkmalschutzgesetzes vom 1. Oktober 1973 erstmals erstellt wurde und seither durch das Bayerische Landesamt für Denkmalpflege geführt wird. Die folgenden Angaben ersetzen nicht die rechtsverbindliche Auskunft der Denkmalschutzbehörde.

## Bodendenkmäler in Karsbach
| Lage       | Objekt                                                                                 | Akten-Nr.     | Bild |
| ---------- | -------------------------------------------------------------------------------------- | ------------- | ---- |
| (Standort) | Siedlung vorgeschichtlicher Zeitstellung.                                              | D-6-5924-0002 |      |
| (Standort) | Mittelalterliche und frühneuzeitliche Vorgängerbauten sowie untertägige Teile          | D-6-5924-0017 |      |
| (Standort) | Siedlung der jüngeren Latènezeit.                                                      | D-6-5924-0018 |      |
| (Standort) | Bestattungsplatz mit Grabhügeln vorgeschichtlicher Zeitstellung.                       | D-6-5924-0019 |      |
| (Standort) | Bestattungsplatz mit Grabhügeln vorgeschichtlicher Zeitstellung.                       | D-6-5924-0020 |      |
| (Standort) | Bestattungsplatz mit Grabhügeln vorgeschichtlicher Zeitstellung.                       | D-6-5924-0021 |      |
| (Standort) | Bestattungsplatz mit Grabhügel vorgeschichtlicher Zeitstellung.                        | D-6-5924-0022 |      |
| (Standort) | Siedlung der Bronzezeit.                                                               | D-6-5924-0024 |      |
| (Standort) | Siedlung der Hallstattzeit.                                                            | D-6-5924-0026 |      |
| (Standort) | Siedlung der jüngeren Latènezeit.                                                      | D-6-5924-0027 |      |
| (Standort) | Siedlung vermutlich der Urnenfelderzeit.                                               | D-6-5924-0029 |      |
| (Standort) | Siedlung der jüngeren Latènezeit sowie Wüstung des frühen Mittelalters.                | D-6-5924-0045 |      |
| (Standort) | Siedlung der jüngeren Latènezeit und des frühen Mittelalters.                          | D-6-5924-0049 |      |
| (Standort) | Siedlung der Linearbandkeramik sowie Hofwüstung des hohen und späten Mittelalters.     | D-6-5924-0053 |      |
| (Standort) | Siedlung der Linearbandkeramik und der jüngeren Latènezeit sowie der Urnenfelderzeit   | D-6-5924-0076 |      |
| (Standort) | Archäologische Befunde des Mittelalters und der frühen Neuzeit                         | D-6-5924-0085 |      |
| (Standort) | Untertägige Teile der mittelalterlichen Ortsbefestigung von Karsbach.                  | D-6-5924-0086 |      |
| (Standort) | Archäologische Befunde im Bereich der frühneuzeitlichen Evang.-Luth. Pfarrkirche       | D-6-5924-0087 |      |
| (Standort) | Untertägige Teile des frühneuzeitlichen ehem. Wasserschlosses von Höllrich.            | D-6-5924-0089 |      |
| (Standort) | Archäologische Befunde im Bereich der frühneuzeitlichen Evang.-Luth. Pfarrkirche       | D-6-5924-0090 |      |
| (Standort) | Archäologische Befunde im Bereich der frühneuzeitlichen Kath. Filialkirche St. Albanus | D-6-5924-0092 |      |
| (Standort) | Siedlung vorgeschichtlicher Zeitstellung.                                              | D-6-5924-0138 |      |
| (Standort) | Siedlung vorgeschichtlicher Zeitstellung.                                              | D-6-5924-0139 |      |
| (Standort) | Siedlung der Metallzeiten.                                                             | D-6-5924-0153 |      |
| (Standort) | Siedlung der Hallstattzeit.                                                            | D-6-5924-0154 |      |
| (Standort) | Siedlung der Hallstattzeit.                                                            | D-6-5924-0155 |      |
| (Standort) | Siedlung der Hallstattzeit.                                                            | D-6-5924-0156 |      |
| (Standort) | Bestattungsplatz mit Grabhügeln vorgeschichtlicher Zeitstellung.                       | D-6-5924-0161 |      |
| (Standort) | Bestattungsplatz mit Grabhügeln vorgeschichtlicher Zeitstellung.                       | D-6-5924-0162 |      |
| (Standort) | Siedlung vorgeschichtlicher Zeitstellung.                                              | D-6-5924-0164 |      |